# 福沢町 (姫路市)
福沢町（ふくざわちょう）は、兵庫県姫路市の町名。郵便番号は670-0992。

## 地理
福沢町は姫路市のうち船場地区に属する。市街地中心の船場川西岸にあり、東に船場川を挟んで北東角に十二所前町、その南に忍町と久保町、南東角で高尾町、南で千代田町、西に南から神田町と花影町、北に西から東雲町と博労町と接する。

## 歴史
池田輝政による築城以前は、福中と呼ばれる地域のうち後に内町（外曲輪内）に属する部分を「上福中」、後の外曲輪外となる部分を「下福中」と称した。築城後は上福中を福中町、下福中を福中村と呼んだ。
1889年（明治22年）に姫路に市制が施行された際に福中村はその名前のまま姫路市に編入される。同時に隣接する豊沢村のうち字柳茶屋も姫路市へ編入され、1912年（明治45年）4月に豊沢村が姫路市へ分割編入された際に福中村と豊沢村字柳茶屋とを合併して、その一字ずつ取って福沢町と称した。
1984年（昭和59年）には区画整理によって大蔵前町と千代田町のそれぞれ一部を編入している。

## 経済

### 産業
商工業者は荻原松三郎（自転車）、飯塚萬次（菓子粉製造）、岡本常吉（農具）、三和作次（洋反太物商）などがいた。
店・企業
- 黒田鋸商会
- 後藤食品（漬物製造販売）[10]
- 羽柴観光
- ローソン福沢町店

かつて存在した企業
- 山本鉄工所[9][11]

## 世帯数と人口
2021年（令和3年）12月31日現在の世帯数と人口は以下の通りである。
| 丁目   | 世帯数  | 人口  |
| ------ | ------- | ----- |
| 福沢町 | 309世帯 | 567人 |

## 小・中学校の学区
市立小・中学校に通う場合、学区は以下の通りとなる。
| 番地 | 小学校             | 中学校             |
| ---- | ------------------ | ------------------ |
| 全域 | 姫路市立船場小学校 | 姫路市立琴陵中学校 |

## 出身・ゆかりのある人物
- 牛尾健治[8]（牛尾合資会社代表社員、山陽商事社長、神戸銀行副頭取）

## 交通

### 道路
- 姫路市道十二所前線（北辺）
- 兵庫県道62号姫路港線（船場川との間） - 将軍橋（南東角）